# Burmistrzowie i Niezależni
Burmistrzowie i Niezależni (cz. Starostové a nezávislí, STAN) – czeskie ugrupowanie polityczne, skupiające samorządowców.

## Historia
Ruch wywodzi się z powstałej w 2004 organizacji samorządowej pod nazwą Nezávislí starostové pro kraj. Do jej przekształcenia w formację o charakterze politycznym doszło w 2009. Przewodniczącym STAN został Petr Gazdík, ówczesny burmistrz gminy Suchá Loz. W tym samym roku ugrupowanie wystartowało w wyborach do Parlamentu Europejskiego w ramach szerszej listy wyborczej pod nazwą Alternatywa, która otrzymała około 2,3% głosów. W wyborach lokalnych w 2010 w skali kraju Burmistrzowie i Niezależni zajęli 6. pozycję, uzyskując ponad 1200 mandatów radnych. Na poziomie wyborów krajowych w 2010 ruch podjął ścisłą współpracę z partią TOP 09 Karela Schwarzenberga, uzyskując z jej list kilkuosobową reprezentację parlamentarną, którą utrzymał również w 2013, a w 2014 ze wspólnej listy wprowadził jednego europosła.
W 2017 ugrupowanie początkowo weszło w skład koalicji z ludowcami, którą rozwiązano na kilka miesięcy przed wyborami. Burmistrzowie i Niezależni wystawili wówczas własną listę wyborczą. Ich liderem wyborczym został Jan Farský. Partia w wyborach otrzymała 5,2% głosów i 6 mandatów w niższej izbie czeskiego parlamentu. W 2019 powróciła do współpracy z TOP 09, utrzymując ze wspólnej listy mandat w Europarlamencie.
Przed wyborami w 2021 ugrupowanie zawiązało koalicję z Czeską Partią Piratów. W głosowaniu sojusz ten otrzymał 15,6% głosów i 37 mandatów w Izbie Poselskiej. Dzięki głosom preferencyjnym 33 miejsca przypadły kandydatom rekomendowanym przez partię STAN. W tym samym roku ruch dołączył do wielopartyjnej koalicji rządowej, która współtworzyła gabinet Petra Fiali. Burmistrzowie i Niezależni wystawili własną listę w wyborach europejskich w 2024, uzyskując 2 mandaty w PE X kadencji.

## Przewodniczący od 2009
- 2009–2014: Petr Gazdík
- 2014–2016: Martin Půta
- 2016–2019: Petr Gazdík
- od 2019: Vít Rakušan